# 코르마
코르마(벵골어: কোর্মা)는 다히와 크림 등을 넣어 만든 순한 커리이다. 주재료로 닭고기, 양고기, 염소고기 등의 육류, 감자와 양파 등의 채소가 포함된다.